# Amy Caron
Amy Caron (* 2. November 1984) ist eine professionelle Skateboarderin aus Long Beach, Kalifornien.

## Karriere
Caron fing mit 12 Jahren an Skateboard zu fahren. 2002 erzielte sie bei dem Gallaz Skate Jam in Australien in der Disziplin Street Gold, wo sie als Preis ein Auto von Ford gewann. Damals war dieser Wettbewerb der größte Preis im Frauenskateboarding, Caron war somit schon mit 17 Jahren Weltmeisterin in ihrer Disziplin.
2003 erschien die Dokumentation AKA: Girl Skater über vier Profi-Skateboarderinnen (Amy Caron, Vanessa Torres, Monica Shaw und Jaimie Reyes) auf einer Skateboardtour in Australien. Unter anderem wird auch Carons Sieg am Galaz Skate Jam gefilmt. Die Dokumentation ist die erste große Filmproduktion die Frauen in der Skateboard-Szene behandelt.
Sie stand dreimal auf dem Podiom bei den X-Games und gewann die Bronzemedaille – 2003 in Park und 2007 und 2008 in Street. Sie ist bis 2012 in jedem Jahr, in dem Frauen-Skateboarding bei den X-Games dabei war (seit 2003), angetreten. Im Mai 2011 absolvierte sie das Orange Coast College und arbeitet seitdem im Huntington Beach Hospital als Röntgentechnikerin.
Bislang wurde sie von C1RCA, Pig Wheels, Popwar Skateboards, 510 Boardshop und Speed Metal gesponsert.